# 러브 어게인 (1992년 영화)
《러브 어게인》(Used People)은 미국, 일본에서 제작된 비번 키드론 감독의 1992년 코미디, 드라마 영화이다. 셜리 맥클레인 등이 주연으로 출연하였고 페기 라스키 등이 제작에 참여하였다.

## 출연

### 주연
- 셜리 맥클레인
- 캐시 베이츠
- 제시카 탠디

### 조연
- 마르첼로 마스트로야니

## 기타
- 공동제작: 토드 그라프
- 미술: 스튜어트 워첼
- 의상: 마릴린 밴스
- 배역: 메리 콜크호운